# Tebogo Langerman
Tebogo Joseph Langerman (Gauteng, 6 maggio 1986) è un ex calciatore sudafricano, di ruolo difensore.
Dopo Hlompho Kekana, è il calciatore che ha vinto più edizioni del campionato sudafricano di calcio (7 volte).

## Carriera

### Club
Ha esordito nel Bidvest  Wits, per poi passare al SuperSport Utd, con il quale ha vinto la Premier Division nel 2009-2010.
Nel 2012 si trasferisce al M. Sundowns, con il quale conquista sette campionati sudafricani, tra il 2012 e il 2022, la vittoria della CAF Champions League nel 2016 e della Supercoppa CAF nel 2017.
Nel 2021 si trasferisce al Moroka Swallows.

### Nazionale
Dopo aver ricevuto una prima convocazione in panchina il 10 agosto 2012, Tebogo Langerman ha fatto il suo debutto con la nazionale sudafricana il 6 giugno 2013 nella sfida amichevole contro il Lesotho.

## Palmarès

### Competizioni nazionali
- Campionato sudafricano: 7

SuperSport Utd: 2009-2010
Mamelodi Sundowns: 2013-2014, 2015-2016, 2017-2018, 2018-2019, 2019-2020, 2020-2021
- Coppa del Sudafrica: 2

Mamelodi Sundowns: 2015-2016, 2019-2020
- Coppa di Lega sudafricana: 2

Mamelodi Sundowns: 2015, 2019

### Competizioni internazionali
- CAF Champions League: 1

Mamelodi Sundowns: 2016
- Supercoppa CAF: 1

Mamelodi Sundowns: 2017